# Министерство иностранных дел Румынии
Министерство иностранных дел Румынии (рум. Ministerul Afacerilor Externe) — одно из девятнадцати министерств правительства Румынии, реализующее внешнюю политику Румынии в соответствии с действующим законодательством и правительственной программой.

## История
24 января 1862 года Молдавия и Валахия образовали единое государство — Соединённые княжества Молдавии и Валахии, с Бухарестом в качестве столицы, с единственным законодательным органом и единым правительством. 27 июля 1862 года Александру Иоан Куза, правитель Соединённых княжеств, в знак признания важности представления национальных интересов нового государства и содействия единству рода и языка, подписал Княжеский указ № 168 об учреждении Министерства иностранных дел. Министерство возглавил Апостол Арсахе.

## Обязанности и цели министерства
Обязанности:
- реализация стратегических целей внешней политики Румынии;
- разработка плана действий по реализации Государственной программы, отраженной в её внешнеполитической главе;
- содействие созданию правовой и институциональной базы, регулирующей достижение стратегических целей в сфере её деятельности;
- представление румынского государства в отношениях с иностранными правительствами и в международных организациях;
- ведение дипломатической службы в штаб-квартире, дипломатических представительствах и консульских учреждениях;
- управление историческим наследием румынской дипломатической службы.

Основные задачи министерства:
- углубление участия румынского государства в Европейском союзе и укрепление политического, экономического, социального и культурного профиля Румынии в общеевропейском строительстве;
- развитие отношений с соседними с Румынией странами, её стратегическими партнёрами, особенно с Соединёнными Штатами Америки и другими евроатлантическими партнерами, а также со странами в других географических регионах;
- действовать как твёрдый и верный союзник в рамках Организации Североатлантического договора — центральной опоры румынской политики безопасности и обороны, а также трансатлантических отношений.;
- активное участие в различных формах многостороннего сотрудничества и продвижение интересов румынского государства в международных организациях универсального назначения, в региональных организациях, а также на других форумах;
- поддержка и защита интересов румынских граждан за границей, выполняя все задачи консульской службы и помогая румынам, проживающим за границей[3].

## Иная деятельность
Министерство иностранных дел осуществляет две программы по продвижению издательской продукции: «Книга месяца в МИДе» (посвящена работам, написанным румынскими дипломатами) и «Издательские акценты в МИДе» (для значительных публикаций некоторых румынских и иностранных авторов в области международных отношений, внешней политики и истории дипломатии). Цель этих программ — создание платформы для обсуждения между дипломатическими, академическими, культурными и научными кругами Румынии.